# مقياس نيوكاسل أوتاوا
في الإحصاءات، مقياس نيوكاسل أوتاوا هو أداة تستخدم لتقييم جودة الدراسات غير العشوائية المدرجة في مراجعة منهجية و / أو التحليلات الوصفية.
باستخدام الأداة، يتم تقييم كل دراسة على ثمانية بنود، مصنفة في ثلاث مجموعات: اختيار مجموعات الدراسة. مقارنة المجموعات. والتأكد من التعرض أو نتيجة الاهتمام لمراقبة الحالة أو دراسات الأتراب على التوالي. يتم تقديم النجوم الممنوحة لكل عنصر جودة كتقييم بصري سريع. يتم منح النجوم بحيث يتم منح أعلى درجات الجودة للدراسات حتى تسع نجوم. تم تطوير هذه الطريقة بالتعاون بين جامعة نيوكاسل، أستراليا، وجامعة أوتاوا، كندا، وذلك باستخدام عملية دلفي لتحديد المتغيرات لاستخراج البيانات.
تم اختبار المقياس بعد ذلك على المراجعات المنهجية وصقله بشكل أكبر،  تم تطوير أدوات منفصلة لدراسات الفوج ودراسات الحالات كما تم تكييفه لدراسات الانتشار.